# Stefan Uroš IV Dušan

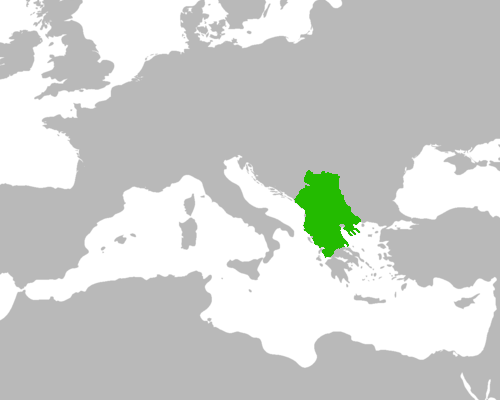
Servië onder Stefan Uroš IV (ca. 1350)

Stefan Uroš IV Dušan (Servisch: Стефан Урош IV Душан) (* 1308 - 20 december 1355), Silni "de Sterke", was koning van Servië van 1331 tot 1346 en tsaar van Servië en Griekenland van 1346 tot 1355. Hij was in die tijd een van de machtigste vorsten van Zuidoost-Europa; onder zijn heerschappij bereikte Servië het territoriale hoogtepunt.
Dušan blonk uit als een uitstekend veldheer, heerser en wettenmaker. Hij vaardigde ook het wetboek Zakonik uit, beter bekend als Dušans Wetboek.

## Familie en jeugd
Dušan was de zoon van koning Stefan Uroš III Dečanski en prinses Theodora van Bulgarije. Hij behoorde tot het geslacht der Nemanjiden. Dušan bracht zeven jaar van zijn jeugd door in Constantinopel (1314-1320), waar hij de Griekse taal leerde, en inzicht verwierf in de Griekse cultuur, levensstijl en staatsbeheersing. Hij zou volgens de kronieken in lengte een van de grootste mannen van zijn tijd geweest zijn, namelijk meer dan 2 meter. Bewijs van zijn uitstekende strijdkunsten leverde hij in 1329, toen hij de Bosnische ban Stjepan Kotromanić versloeg, en het jaar erop toen hij aan de zijde van zijn vader vocht tegen de Bulgaren in de Slag van Velbužd.

## Troonsverovering
Om een onzekere reden hadden hijzelf en de adel een conflict met zijn vader, die hij in 1331 van de troon zette. Hij liet zich op 8 september van dat jaar in Skopje tot koning kronen. Het jaar erop, in 1332 trouwde hij met Jelena, de zus van de Bulgaarse tsaar Iwan Alexander, en zij zou een sterke invloed op haar echtgenoot hebben. Toen zijn vrouw Jelena kinderloos bleef, deed hij een poging om te huwen met prinses Elisabeth, dochter van de Habsburger Frederik de Schone. Dit werd niets omwille van de vroege dood van Elisabeth.

## Territoriale aanwinsten
Reeds bij de aanvang van zijn koningschap ondernam Dušan veldtochten tegen de Grieken (1334), en vele veldslagen volgen elkaar op tot zijn dood. Tweemaal kwam het tot een conflict met Hongarije, waarbij het er vooral op landsverdediging aankwam. Er was wel vrede met Bulgarije, dat zelfs tweemaal Servië steunde. Dušan veroverde Macedonië.
De burgeroorlog in Griekenland, tussen de negen jaar oude keizer Johannes V van Byzantium, en zijn regent Johannes VI, buitte hij uit: hij zette de aanval in vanaf 1342, en veroverde in de jaren daarop grote delen van Byzantijns Griekenland, buiten de Peloponnesos en Thessaloniki bij gebrek aan een vloot. Na deze overwinningen riep hij zichzelf in 1345 uit tot tsaar, en werd hij in het voorjaar van dat jaar plechtig gekroond in Skopje als "Tsaar en alleenheerser der Serven, Grieken, Bulgaren en Albanen" door de Servische patriarch Janichie II, bijgestaan door de Bulgaarse patriarch Simeon en de aartsbisschop van Ohrid, Nikolas. De Grieken zochten bondgenootschap bij de Turken, die ze voor het eerst in de geschiedenis Europa binnen brachten. Het eerste treffen tussen Serven en Turken op Europese bodem, de slag bij Stefaniana in 1345, pakte uit in het nadeel van de Serven. De Serviërs waren niet opgewassen tegen de Ottomaanse ruiterij. Toen Johannes VI in 1347 de keizerskroon van Byzantium veroverde dankzij Turkse hulp, wisselde Dušan van kamp. Hij koos voor de afgezette keizer Johannes V. In 1348 veroverde Dušan Thessalië en Epirus, maar zag een gevaar in de Turkse aanwezigheid in de Balkan. Hij zocht naar strategieën om hen terug te drijven, maar werd gehinderd door Hongaarse aanvallen in zijn rug. De keizerskroon in het Byzantijnse rijk, zijn hoogste ambitie, wist hij niet te verkrijgen.

## Bestuur
Dušan ondersteunde de ontwikkeling van de landbouw en de mijnbouw in zijn vorstendommen. Hij deelde zijn landen in in koninklijk-Servische gebieden en keizerlijk-Griekse. Hun hoofdsteden waren respectievelijk Prizren en Serres en de nationale hoofdstad bleef Skopje. Dit wijst op een grondige organisatie van het politiek bestuur. Zijn inspiratie haalde hij uit  de Romeinse provincie Illyria die tot het West-Romeinse Rijk behoorde en Griekenland, dat deel uitmaakte van het Oost-Romeinse Rijk. Hij streefde naar goede diplomatieke relaties met Venetië en Dubrovnik. Ook stimuleerde hij de bouw van orthodoxe kloosters, met inbegrip van bibliotheken met manuscripten. Zijn wetboek Zakonik, dat in meer dan 100 paragrafen het standaardwerk werd voor zijn rijk, en gestoeld was op Byzantijnse codices, groeide uit tot zijn meesterwerk.

## Greep op de orthodoxe kerk
Dušan verhief de Servisch-Orthodoxe Kerk van aartsbisdom tot patriarchaat, en verwierf de Servische heerschappij over de berg Athos en alle Griekse bisdommen (buiten Ohrid en diegene, die ondergeschikt waren aan het patriarchaat van Constantinopel). Hierdoor werd hij vervloekt door de Grieks-Orthodoxe Kerk. Hij wist dat de patriarch van Constantinopel hem nooit tot keizer van Byzantium zou kronen. Daarop zocht hij toenadering tot de kerk van Rome, om te praten over samenwerking tussen de Katholieke Kerk en zijn Servisch-Orthodoxe Kerk. Toen paus Innocentius VI ermee dreigde hem rooms-katholiek te dopen, stuurde Dušan de Roomse gezanten boos weg. Op hun terugkeer naar Rome vroegen de gezanten aan de Hongaarse koning Lodewijk I de afvallige Dušan af te zetten, wat nooit gelukt is.

## Dood en opvolging
Dušan had nog vele grootse plannen, maar stierf op  de leeftijd van 48 jaar in Adrianapolis, het huidige Edirne (1355), mogelijk door vergiftiging. Heden ten dage bevinden zijn restanten zich in de Sint-Marcuskerk te Belgrado. Dušan groeide uit tot de grootste middeleeuwse Servische heerser, maar door de snelheid en de schaal van zijn expansie, het veronachtzamen van de stabilisatie daarvan én het Grieks-Byzantijnse gevoel van superioriteit, slaagden zijn opvolgers er niet in de eenheid van zijn grote rijk te bewaren. Hij werd opgevolgd door zijn zoon Stefan Uroš V "de Zwakke".